# Anthemis ballii
Anthemis ballii là một loài thực vật có hoa trong họ Cúc. Loài này được Stapf mô tả khoa học đầu tiên năm 1907.